# 511 (EP)
511 es el EP debut del cantautor argentino Milo J. Fue publicado el 13 de abril de 2023 a través de Dale Play Records.

## Antecedentes
El 13 de abril de 2023, Milo J publicaría a través de su canal de YouTube y a Spotify un EP con 4 canciones y un interludio. En el EP no hay ninguna colaboración con otro artista.

## Lista de canciones
Tracklist de 511.
Todas las letras escritas por Camilo Joaquín Villarruel (Milo J).
| N.º  | Título             | Duración |  |
| 1.   | «Fla»              | 2:15     |  |
| 2.   | «No mucho»         | 2:16     |  |
| 3.   | «Al Borde»         | 2:29     |  |
| 4.   | «511» (interludio) | 0:21     |  |
| 5.   | «Toi hecho»        | 1:47     |  |
| 9:08 |                    |          |  |

Notas
- Todas las canciones están estilizadas en mayúsculas.